# Bradykinine
Bradykinine is een peptide dat zorgt voor verhoogde vasculaire permeabiliteit, dilatatie van bloedvaten en pijn wanneer het geïnjecteerd wordt in de huid. Het komt vrij door activatie van het kininesysteem.
Bradykinine is een zowel fysiologisch als farmacologisch actief peptide, opgebouwd uit 9 aminozuren: Arg-Pro-Pro-Gly-Phe-Ser-Pro-Phe-Arg.
Bradykinine wordt afgebroken door bradykinase, beter bekend als ACE (Angiotensine I converting enzym).
Bij ophoping, zoals bij personen die ACE-inhibitoren nemen, een veelgebruikt antihypertensiemedicijn, kan het voor een droge hoest zorgen, een frequente bijwerking van die medicijnen. Een alternatief medicament dat dan gebruikt kan worden zijn sartanen, die deze bijwerking niet hebben.